# Румянцева, Татьяна Герардовна
Татьяна Герардовна Румя́нцева (род. 30 июня 1953, Минск, БССР) — советский и белорусский философ, социальный антрополог, профессор, доктор философских наук, заслуженный работник Белорусского государственного университета. Занимается исследованием проблем насилия и человеческой агрессии, основополагающих концептов представителей немецкой трансцендентально-критической философии, основных идей и теорий современной западной философии.

## Биография
Родилась 30 июня 1953 года в Минске. В 1976 г. с отличием окончила отделение философии исторического факультета БГУ. С 1976 года работает на кафедре истории философии и культуры. С 1979 кандидат философских наук, а в 1991 году защитила докторскую диссертацию ("Философский анализ методологических и концептуальных оснований концепций человеческой агрессивности"). В 1994 ей присвоено звание профессора. Читаемые курсы: "История зарубежной философии", "Философия Древнего Востока", "Немецкий идеализм конца XVIII-первой трети XIX века", "Основные направления современной философии", "История немецкой классической философии" (для студентов специальности "Культурология" гуманитарного факультета), Спецкурс "Феноменология духа" и "Философия духа" Г. Гегеля: текстологический анализ. Под её научным руководством защищено 11 кандидатских диссертаций, oсуществляется научное руководство 2 докторскими диссертациями.

## Сфера научных интересов
- Немецкая классическая философия (И. Кант, Г. Гегель).
- Современная западная философия (неокантианство, неогегельянство, философия жизни, психоанализ, глобальные геополитические изменения в 21 в.).
- Проблемы насилия и человеческой агрессивности.
- Проблемы белорусской национальной идентичности.
- История зарубежной философии
- Философия и культура Древнего Востока

## Основные направления общественной работы
- Член Ученого Совета ФФСН БГУ.
- Член специализированного Совета по защите диссертаций при БГУ.
- Член редколлегии четырех научных журналов: Кантовский сборник (Россия), Вестник Полоцкого госуниверситета, Философия и социальные науки.
- Редактор и автор ряда статей серии «Мир энциклопедий», в рамках которой вышли 12 Энциклопедий.
- Член Нью-Йоркской Академии Наук

## Награды, премии, научные степени, научные и почетные звания, квалификации
- 1979г. – кандидат философских наук. Тема диссертации «Критический анализ концепций «человеческой агрессивности».
- 1991г. – доктор философских наук. Тема диссертации: «Философский анализ методологических и концептуальных оснований концепций «Человеческой агрессии».
- 1992г. – профессор, доктор философских наук.
- 1993г. –  профессор ВАК СССР.
- 1994г. –  Член Нью-Йоркской Академии Наук.
- 1987г. – Грамота Министерства образования РБ.
- 1996, 1997, 1998,1999, 2000гг. – Дипломы Министерства образования РБ за качественное руководство научными исследованиями студентов.
- 2000 – 2001гг. – Стипендия Президента Республики Беларусь деятелям науки,образования, культуры, здравоохранения и работникам других отраслей народного хозяйства республики и ее состава
- 2003г. – Почетная Грамота Белорусского государственного университета.
- 2006г. – Почетная Грамота Белорусского государственного университета.
- 2008г. – Почетная Грамота Министерства Образования РБ.
- 2009г. – Грамота Министерства образования РБ.
- 2011г. – Диплом БГУ в конкурсе на лучшего научного руководителя и организатора научно-исследовательской работы студентов и аспирантов 2011 года. Вторая премия в номинации «Подготовка кадров высшей квалификации».
- 2013г. – Присвоено Почетное звание «Заслуженный работник Белорусского государственного университета» за многолетний добросовестный труд и большой личн6ый вклад в развитие белорусского государственного университета.

## Научные труды
- Критический анализ концепций "человеческой агрессивности", Мн., 1982.
- Агрессия: проблемы и поиски в западной философии и науке, Мн.,1991.
- Немецкая трансцендентально-критическая философия середины 18 - первой трети 19 в. Глоссарий. Мн., 1999.
- Философия И. Канта. Глоссарий. Мн., БГУ, 2004.
- Индуизм. Религии мира. Авторы-составители: Грицанов А.А., Румянцева Т.Г. Мн., 2006.
- Фридрих Ницше. Мн., 2008.
- Освальд Шпенглер. Мн., 2008.
- Эммануил Сведенборг (в соавт.) Мн.: Книжный Дом, 2011. - 320 с.
- Немецкий идеализм: от Канта до Гегеля. Минск. 2015. – 15 п.л.

## Статьи, опубликованные за пределами Республики Беларусь
- Понятие агрессивности в современной зарубежной психологии // Вопросы психологии, 1991, №.1, с.81-88.
- The Problem of Control and Prevention of Human Aggression // Abstracts of the 9th International Congress of Logic, Methodology and Philosophy of Science. Uppsala, August 7-14, 1991, v.III.P.195-198.
- Модели влияния алкоголя на поведение // Вопросы психологии, 1990, №.3,с.161-167.
- Агрессия и контроль // Вопросы психологии, 1992, №.5, с.35-71.
- Агрессия и контроль // Вопросы психологии, 1992, № 6, с.35-71.
- Факторы, способствующие агрессии // Психология человеческой агрессивности: Хрестоматия. Москва: АСТ, 2001. - 656 с. (Библиотека практической психологии). С.64-115.
- Podstawy religijne pluralizmu cywilizacyjnego na obszarze postkomunistycznym // DrogiI Rozdroza Kultury Chrzesciyanskiey Europy. Czestochowa 30.04.- 2.05.2003г.
- История философии как основание процесса трансформации социально- гуманитарного знания в условиях транзитивной культурной ситуации // Философия XXI века. Международная конференция 30 мая - 1 июня 2006 года. Материалы конференции. Санкт-Петербург, 2006.С.92-96.
- Проблемы метафизики в "Критике чистого разума" И.Канта //Философия И.Канта (история и современность). Сборник научных трудов. Омск, 2006. С. 85-96.
- Konstruowanie chrzescijanskiego projektu przyszlosci jako sposob uratowania historycznej terazniejszosci // Dziedzictwo Chrzescijnskiego Wschodu i Zachodu. Czestochowa. 2006. S.681-690.
- Эволюция отечественной социальной теории: от парадигмальности монистичнеского типа к рамочной модели // Вопросы социальной теории. Научный альманах. 2007. Том I. Вып. 1. Философские и научные основания современной социальной теории. Под редакцией Ю.М.Резника. Москва. 2007. С. 123-139 (в соавт.)
- Трансформация Кантом стиля философского письма и ее влияние на последующее развитие западноевропейской философии // Кантовский сборник. Научный журнал. 2008, № 2 (28). С.59-66. (в соавт.)
- Обоснование нового типа метафизики в "Критике чистого разума" И.Канта // Кант между Западом и Востоком. К 200-летию со дня смерти и 280-летию со дня рождения Иммануила Канта. Труды международного семинара и международной конференции: В 2 ч. Под ред. Д.Ф.Н. В.Н.Брюшинкина. Часть 1. Калининград. Изд. РГУ им. И.Канта. 2005. С. 235-241.
- Феномен глобализации в контексте политической философии Гегеля // Современное русское зарубежье. Антология. Том шестой. Философия. Москва, Серебряные нити. 2009. с.525-531.
- Критика универсальных ценностей разума в западноевропейской философии XIX - XX вв. // Украина в системе современных цивилизаций: трансформации государства и гражданского общества. Материалы Ш Межд.научно-практической конференции, 21-22 мая. Том 1, Одесса, 2010 г. С. 89-94.
- М.Мендельсон в эпистолярном наследии И.Канта // Кантовский сборник, 2010, №1. С. 41-49.
- Два проекта "критики разума": И. Кант и Ф. Ницше // Х Кантовские чтения. Классический разум и вызовы современной цивилизации: Материалы международной конференции: в 2 ч./ под ред. В.Н. Брюшинкина. Калининград: Изд-во РГУ им. И. Канта, 2010. Ч. 1. С. 395-402.
- Вклад литературы в обсуждение и решение философских проблем // Материалы Круглого стола "Философия и литература" (Симферополь, 6-8 апреля 2010 г.) /под общей редакцией к.ф.н. Шевченко О.К. Электронная версия. Исходный файл на сайтах электронного филос.-литер. Журнала "АРГО": //http: //argo-tavr.at.ua / - C.57-60.
- Fryderyk Nietzsche: Apostata Czy Obronca Wiary Chrzescijanskiej? // W Poszukiwaiu Pravdy. Chrzescijanska Europa Miedzy Wiara A Polityka/ Czestochowa . 2010, s.341-348.
- Russian Language and Soviet "Novoyaz" (Newspeak) / Relocating Cultures. 13-15 April 2011. Trinity College. Dublin. http://www.tcd.ie /Russian/our-language/conference. Php. Р. 24-27.
- О назначении философии и о том, что должен делать философ (на примере творчества И.Канта). // Философско-культурологические исследования  : сб. ст. Вып. 1 / под общ. ред. А. А. Легчилина, Т. Г. Румянцевой. – Минск : БГУ, 2011. – Режим доступа : http://www.elib.bsu.by. – С.151-160.
- Конфуцианство как основа консерватизма (уважения к традициям прошлого) социальной жизни Китая // Беларусь – Китай. Сборник научных трудов. Выпуск 9. Китай в современном мире. Минск, 2011. – Китай в современном мире. Материалы IV Международной конференции. Минск, БГУ, 2011. С. 294-301.
- Чем грозит «перемещение культур»? // Философия и социальные науки. 2011, №2, с.80-82.
- Чему не учат уроки Сиракуз, или Нужно ли философу управлять государством? (Платон, Гегель, Хайдеггер) // Философия и социальные науки, 2011, №№ 3/4, с.36-40.
- И. Кант, Э. Сведенборг и метафизика сверхчувственного // Кантовский сборник, 2011, №4, с. 7-17.
- Работа И.Канта «Грезы духовидца, поясненные грезами метафизики» // Вестник БГУ, серия III, 2012, №1. С. 33-38.
- Рецензия на учебное пособие А.Н.Данилова, А.Н.Елсукова. История социологии // Социология, 2011, №4.
- Модели управления обществом и государством в конфуцианстве и легизме // Беларусь – Китай: сб. научных трудов. Вып.11. В 2 ч. Ч.1. Минск: РИВШ, 2012. - С. 53-57.
- Русский язык: от советского «новояза» к культурным «нормам» глобального общества // Коммуникация в социально-гуманитарном знании, экономике, образовании  : материалы III Междунар. науч.-практ. конф., 29—31 марта 2012 г., Минск / редкол. : О. В. Терещенко (отв. ред.) [и др.]. — Минск : Изд. центр БГУ, 2012.
- Ф. Ницше: вероотступник или защитник истинной веры? // Философия и социальные науки: Научный журнал. – 2010. - № 4. – С. 63-67.
- Философия жизни как проект тотальной критики разума // Философия и социальные науки: Научный журнал. – 2010. - № 1. – С. 20-24.